# SV Mattersburg
SV Mattersburg este un club de fotbal din Mattersburg, Austria care evoluează în Bundesliga.

## Lotul actual de jucători
La 17 ianuarie 2011.
| Nr. |                       | Poziție | Jucător             |
| --- | --------------------- | ------- | ------------------- |
| 1   | Austria               | P       | Thomas Borenitsch   |
| 2   | Austria               | F       | Alexander Pöllhuber |
| 4   | Bosnia și Herțegovina | F       | Nedeljko Malić      |
| 5   | Austria               | M       | Michael Mörz        |
| 6   | Austria               | F       | Anton Pauschenwein  |
| 7   | Austria               | M       | Dominik Doleschal   |
| 8   | Austria               | F       | Alois Höller        |
| 11  | Austria               | A       | Matthias Lindner    |
| 12  | Austria               | M       | Manuel Seidl        |
| 13  | Austria               | M       | Stefan Ilsanker     |
| 15  | Austria               | M       | Christian Gartner   |
| 16  | Austria               | M       | Marvin Potzmann     |

| Nr. |                            | Poziție | Jucător         |
| --- | -------------------------- | ------- | --------------- |
| 17  | Austria                    | M       | Patrick Farkas  |
| 18  | Austria                    | F       | Lukas Rath      |
| 19  | Austria                    | M       | Markus Schmidt  |
| 20  | Austria                    | M       | Thomas Salamon  |
| 21  | Austria                    | P       | Stefan Bliem    |
| 24  | Macedonia de Nord          | A       | Ilčo Naumoski   |
| 26  | Statele Unite ale Americii | A       | Derreck Collins |
| 27  | Austria                    | A       | Thorsten Röcher |
| 28  | Austria                    | M       | Ronald Spuller  |
| 29  | Ungaria                    | A       | Róbert Waltner  |
| 30  | Austria                    | P       | David Schartner |
| 33  | Austria                    | A       | Patrick Bürger  |